# Soong Ai-ling
Soong Ai-ling, engelskt namn Nancy Soong, född 14 juni 1890 i Shanghai, död 18 oktober 1973 i New York, var en kinesisk affärskvinna, en av de tre välkända Soongsystrarna; de övriga var Soong Ching-ling och Soong May-ling. Hon var en av de rikaste personerna i Kina under 1930-talet och spelade en roll även inom politiken genom sin ekonomiska makt. Hon var främst känd som Madame Kung.

## Biografi

### Tidigt liv
Soong Ai-ling var äldsta dotter till den rike kristne affärsmannen och missionären Charlie Soong i Shanghai. Hon blev den kanske första kinesiska flicka som utbildades vid ett amerikanskt college då hon 1904 reste för att studera vid Wesleyan College i Macon i Georgia i USA. I Georgia möttes hon med visst ogillande på grund av sin etnicitet, som dämpades med religiösa argument då det påpekades att hon var en produkt av den kristna missionen i Kina och skulle återvända för att föra kristendomen vidare. Hon tog examen 1909 och återvände sedan till Kina. Soong Ai-ling skulle senare, 1932, grunda en stipendiefond (numera DuPont Guerry stipendium) för sitt alma mater.
Efter sin återkomst blev hon sekreterare åt sin far, som var donator till Sun Yat-sen. Hon gifte sig i Yokohama 1914 med den rike kinesiske entreprenören H.H. Kung, en ättling till Konfucius av en yngre gren, och liksom hon en anhängare av Sun Yat-Sen. Hon fick fyra barn. Efter giftermålet flyttade paret till Shanxi, där hon undervisade i engelska på college Mingxian. Paret grundade en bank och engagerade sig i lokalpolitiken.

### Chiang Kai-sheks regim
Då hennes syster Soong May-ling gifte sig med Chiang Kai-shek 1927 misstänktes Ai-ling och hennes make för att ha legat bakom äktenskapet av opportunistiska skäl. Hennes make var sedan dess en av Chiang Kai-sheks främsta medarbetare och innehade flera olika befattningar: minister för industri och handel (1928–1931), statsminister (1938–1939), finansminister (1933–1944) och guvernör i Bank of China (1933–1945).
Soong Ai-ling beskrivs som intelligent och skarpsinnig, och med stor finansiell begåvning. Hon ägnade sig främst åt familjelivet, då hon var mycket släktkär, och sina finansiella intressen. Hon uppges ha sett det som sina uppgift att efter moderns död ta hand om sina systrar och övriga familj finansiellt och skapa ekonomisk trygghet åt släkten, och hon beskrivs som beskyddande och omhändertagande gentemot sina systrar. Utöver sina finansaffärer föredrog hon att hålla sig utanför rampljuset och ogillade offentlig uppmärksamhet, och hon spelade ingen offentlig roll utom vid de tillfällen under krigen då det bedömdes som propagandamässigt lämpligt att de tre systrarna visade enad front genom att uppträda offentligt tillsammans. Privat hade hon dock en mycket inflytelserik ställning som släktens samlande centralfigur efter moderns död. Särskilt Soong May-ling beskrivs som beroende sin äldre syster, och tillät ingen kritik mot henne. Två av Soong Ai-lings barn, David och Jeanette, blev närmast Soong May-lings fosterbarn och var ofta i hennes sällskap.
Soong Ai-ling spelade en viss politisk roll. Hennes svåger Chiang Kai-shek hade respekt för hennes intelligens och bedömningsförmåga: han tilltalade henne respektfullt som "Storasyster" och frågade gärna om hennes åsikt i olika politiska frågor. Den samtida omgivningen ansåg också allmänt att hon var mer begåvad än sin make, och att även hennes make rättade sig efter hennes bedömning i både sina finansaffärer liksom skötseln av sina politiska ämbeten och de finansiella beslut maken fattade som finansminister. 1935 införde maken valutan fabi, och 1937 omvandlade hon familjens fabi till guld för att undvika krigsinflationen. På grund av detta blev "Madame Kung" tidigt under Chiang Kai-sheks regim associerad med nepotism och korruption. Personligen var Soong Ai-ling dock inte intresserad av politik som sådan, utan prioriterade främst de frågor som gav en fördelaktig finansiell trygghet för hennes släkt.

### Krigsåren
Under det andra kinesisk-japanska kriget deltog hon med sina systrar i krigsinsatsen genom upplysningsresor och donationer och engagemang i olika organisationer. Hon understödde den Kinesiska föreningen för industriellt samarbete (中国工业合作协会), grundade en kommitté för hjälp åt kvinnor (妇女指导委员会) och Nationella sällskapet för Rädda Barnen (全国儿童福利会), och blev ordförande i föreningen för Hjälp till de skadade i Hongkong (香港伤兵之友协会). Hon gav Chiang Kai-shek stöd under interna konflikter i Kuomintang, särskilt mot sin syster Soong Ching-lings revolutionära flygel.
Som företagsledare kunde hon genom politisk information från maken göra stora förtjänster genom krigsprofitering. 1938 avslöjades en korruptionsaffär av den amerikanska ambassadören för Soong May-ling. En amerikan vid namn A.L. Patterson hade sålt amerikanska plan till den kinesiska regeringen för pris som var mellan två och fyra gånger för högt, pris som inkrävdes av en general Tzau, som var agent för Soong Ai-ling. Soong May-ling besökte Hongkong för att informellt förhöra sin äldre syster. Soong Ai-ling förklarade då för henne att hon ägande sig åt profitering på provisionerna enbart för att säkerställa familjens och släktens ekonomiska trygghet om det skulle visa sig nödvändigt. Soong May-ling bad då framgångsrikt sin make att avbryta utredningen. Soong Ai-ling kunde därför ostraffat fortsätta tjäna enorma summor pengar på profitering. Hennes profitering var ökänd och gjorde henne impopulär.
Sedan japanerna hade erövrat Shanghai 1937 bodde Soong Ai-ling liksom hennes syster Ching-ling i Hongkong. Båda systrarna evakuerades med regeringsplan av den kinesiska regeringen till Chongqing strax före det japanska anfallet på Hongkong 10 december 1941. Den kinesiska pressen kritiserade hårt att ett evakueringsplan hade skickats för att hämta regeringstjänstemän men återvänt med "Madame Kung, hennes sju pudlar och fyrtiotvå resväskor", men den populära Ching-ling nämndes inte. I Chongqing framträdde hon ibland offentligt tillsammans med sina systrar för att demonstrera enighet offentligt, särskilt då den populära Ching-ling var känd för att stå i opposition till Chiang Kai-shek.

### Senare liv
I juli 1944 reste Soong Ai-ling med sina barn David och Jeanette och sin syster Soong May-ling till Brasilien och därifrån inkognito till New York. Soong Ai-ling återvände aldrig till Kina. Hennes make förlorade 1944–1945 sina befattningar på grund av korruption, vilket innebar en brytning mellan henne och Chiang Kai-shek. Hon levde resten av sitt liv i USA, investerade i fastigheter och levde ett tillbakadraget familjeliv. Hennes make bosatte sig också i USA 1947.
Hon besökte aldrig mer Kina. Hon utgick ifrån att kommunisterna skulle segra i inbördeskriget. Strax före kommunisternas seger 1949 sände hon sin syster Ching-ling förnödenheter, och beklagade att hon snart inte skulle kunna fylla sin plikt att försörja denna när hon hamnade under kommunistregimens kontroll. Soong Ai-ling avrådde 1950 sin syster Soong May-ling från att återvända till Kina. Hon inbjöds att besöka Ching-ling när denna var sjuk, men avböjde. Hon besökte Taiwan ibland och under ett besök 1956 övertalade hon Chiang Kai-shek att tillåta taiwaneser att studera utomlands.